# Calodactylus abendrothi
Calodactylus abendrothi är en skalbaggsart som beskrevs av Kirsch 1873. Calodactylus abendrothi ingår i släktet Calodactylus och familjen Melolonthidae. Inga underarter finns listade.